# Любош Лоучка
Любош Лоучка (чеськ. Luboš Loučka, нар. 25 серпня 1982, Хрудім) — чеський футболіст, що грав на позиції півзахисника. Відомий за виступами в низці чеських клубів. Володар Кубка Чехії.

## Ігрова кар'єра
Народився 25 серпня 1982 року в місті Хрудім, та грав за низку чеських юнацьких команд. У 2000 році розпочав виступи за другу команду празької «Спарти», в якій грав до 2003 року. У 2003 році на правах оренди Лоучка перейшов до клубу «Опава», а в 2004 році футболіст став гравцем клубу «Яблонець», у якому грав до 2005 року.
У 2005 році Лоучка знову став гравцем празької «Спарти», в якій цього разу грав до 2006 року. У 2006 році футболіст удруге за кар'єру перейшов до клубу «Яблонець», у якому цього разу грав до 2015 року, та в сезоні 2012—2013 років став у його складі володарем Кубка Чехії. Завершив ігрову кар'єру Лоучка в нижчоліговій німецькій команді «Оберлаузітц Ноєсдорф», за яку виступав протягом 2015—2018 років.

## Титули і досягнення
- Володар Кубка Чехії (1):

«Яблонець»: 2012–2013